# Persicaria paraguayensis
Persicaria paraguayensis är en slideväxtart som först beskrevs av Hugh Algernon Weddell, och fick sitt nu gällande namn av S.T.Kim & Donoghue. Persicaria paraguayensis ingår i släktet pilörter, och familjen slideväxter. Inga underarter finns listade i Catalogue of Life.